# Julen er her
Julen er her från 2003 är ett musikalbum med julmusik av a cappella-gruppen The Real Group.

## Låtlista
| Nr | Titel                               | Kompositör(er) | Spelningstid |
| -- | ----------------------------------- | --- | ------------ |
| 1  | Härlig är jorden                    | Bernhard Severin Ingemann | 2:22         |
| 2  | Det lyser i stille grender          | Lars Søraas | 2:56         |
| 3  | Happy Christmas (War Is Over)       | John Lennon | 3:51         |
| 4  | American Christmas Medley [Live]    | Irving Berlin / Ralph Blane / J. Fred Coots / Haven Gillespie / Johnny Marks / Hugh Martin / Steve Nelson / James Pierpont / Jack Rollins | 8:01         |
| 5  | The Big Juleblues                   | | 4:49         |
| 6  | Sankta Lucia [Live]                 | Trad. | 3:06         |
| 7  | Hark! the Herald Angels Sing [Live] | Felix Mendelssohn | 4:05         |
| 8  | Bereden väg för Herran              | | 2:42         |
| 9  | Stilla natt                         | Trad. | 3:52         |
| 10 | O Jul med din glede                 | Gustava Kielland | 2:53         |
| 11 | En riktig Jul                       | | 3:33         |
| 12 | Ris à la Malta                      | | 3:05         |
| 13 | Grisvisan                           | Tomas Bergquist | 4:13         |
| 14 | Sprakande julmedley [Live]          | Alice Tegnér | 2:06         |
| 15 | Jul, jul, strålande jul [Live]      | Edvard Evers / Gustaf Nordqvist | 2:34         |

## Listplaceringar
| Lista (2003-04) | Topplacering |
| --------------- | ------------ |
| Norge           | 13           |